# Gerd Guglhör
Gerd Guglhör (* 1952) ist ein deutscher Dirigent und Chorleiter.

## Leben
Guglhör studierte von 1973 bis 1977 Schulmusik an der Musikhochschule München, darin integriert Chorleitung bei Kurt Suttner und Max Frey. Ein Meisterkurs bei Fritz Schieri rundete seine Ausbildung ab.
Von 1980 bis 1995 leitete er den großen gemischten Chor des Akademischen Gesangvereins München. 1982 gründete er den orpheus chor münchen, ein semi-professionelles Ensemble, mit dem er eine umfangreiche Konzerttätigkeit pflegt. Dazu kommen Wettbewerbe, zahlreiche Rundfunkaufnahmen und seit 1995 auch CD-Produktionen. Seit 1995 leitet er außerdem den Bach-Chor und das Bach-Orchester Fürstenfeldbruck, mit dem er vor allem die Werke von Johann Sebastian Bach, aber auch andere große Werke zur Aufführung bringt.
Bis Februar 1993 war Gerd Guglhör Musiklehrer am Maximiliansgymnasium München. Seitdem ist er hauptamtlicher Dozent für Ensemble- und Chorleitung, Stimmkunde und chorische Stimmbildung an der Hochschule für Musik und Theater München, nachdem er dort schon seit 1986 nebenamtlich tätig war.
Seit 1999 ist er der künstlerische Leiter der Bayerischen Chorakademie, eine Fördereinrichtung des Bayerischen Musikrates für junge Sänger, die aus dem Bayerischen Landesjugendchor und der Bayerischen Singakademie besteht.

## Schriften
- Stimmbildung im Chor. Systematische Stimmbildung. Helbling, Rum/Innsbruck / Esslingen 2006, ISBN 3-85061-309-7.